# Condado de Charles Mix
El condado de Charles Mix (en inglés: Charles Mix County, South Dakota), fundado en 1862,  es uno de los 66 condados en el estado estadounidense de Dakota del Sur. En el 2000 el condado tenía una población de 9350 habitantes en una densidad poblacional de 3 personas por km². La sede del condado es Lake Andes.

## Geografía
Según la Oficina del Censo, el condado tiene un área total de 2979 km² (1150,2 mi²), de la cual 2843 km² (1097,7 mi²) es tierra y 136 km² (52,5 mi²) es agua.

### Condados adyacentes
- Condado de Brule - norte
- Condado de Aurora - noreste
- Condado de Douglas - noreste
- Condado de Hutchinson - este
- Condado de Bon Homme - este
- Condado de Knox - sureste
- Condado de Body - suroeste
- Condado de Gregory - oeste

## Demografía
En el 2000 la renta per cápita promedia del condado era de $26 060, y el ingreso promedio para una familia era de $34 173. El ingreso per cápita para el condado era de $11 502. En 2000 los hombres tenían un ingreso per cápita de $24 747 versus $19 688 para las mujeres. Alrededor del 26.90% de la población estaba bajo el umbral de pobreza nacional.
| 1900 | 1910   | 1920   | 1930   | 1940   | 1950   | 1960   | 1970 | 1980 | 1990 | 2000 | Est. 2008 |
| ---- | ------ | ------ | ------ | ------ | ------ | ------ | ---- | ---- | ---- | ---- | --------- |
| 8498 | 14 899 | 16 256 | 16 703 | 13 449 | 15 558 | 11 785 | 9994 | 9680 | 9131 | 9350 | 8906      |

## Ciudades y pueblos
- Castalia
- Dante
- Geddes
- Lake Andes
- Marty
- Pickstown
- Platte
- Ravinia
- Wagner

### Municipios
| - Municipio de Bryan - Municipio de Carroll - Municipio de Choteau Creek - Municipio de Darlington - Municipio de Forbes - Municipio de Goose Lake - Municipio de Hamilton - Municipio de Highland - Municipio de Howard - Municipio de Jackson - Municipio de Kennedy - Municipio de La Roche | - Municipio de Lake George - Municipio de Lawrence - Municipio de Lone Tree - Municipio de Moore - Municipio de Plain Center - Municipio de Platte - Municipio de Ree - Municipio de Rhoda - Municipio de Rouse - Municipio de Signal - Municipio de Wahehe - Municipio de White Swan |

## Mayores autopistas
| - Carretera de U.S.18 - Carretera de U.S. 281 - Carretera de Dakota del Sur 44 - Carretera de Dakota del Sur 45 | - Carretera de Dakota del Sur 46 - Carretera de Dakota del Sur 50 - Carretera de Dakota del Sur 1804 |